# Maurice Berger
Maurice Berger (22 de mayo de 1956-23 de marzo de 2020) fue un historiador cultural, curador y crítico de arte estadounidense. Murió el 23 de marzo de 2020, por complicaciones relacionadas con la enfermedad de COVID-19.

## Biografía
Berger fue profesor de investigación y curador jefe en el Centro de Arte, Diseño y Cultura Visual de la Universidad de Maryland, condado de Baltimore. Berger escribió en la columna mensual Race Stories, "una exploración continua de la relación de la raza con los retratos fotográficos de la raza", para la Sección de Lentes del New York Times. Berger creció con bajos recursos en un proyecto de vivienda pública predominantemente afrodescendiente y puertorriqueña en el Lower East Side de Manhattan, una experiencia que dio forma a su visión de la raza. "Como judío, he conocido el antisemitismo. Como hombre gay, he conocido la homofobia", escribió Berger en el New York Times en 2017 sobre su infancia. "Pero ninguno de los dos me ha parecido tan implacable como el racismo que presencié cuando crecía: un repique constante de desaires, hostilidad apenas velada y condescendencia perpetrada incluso por las personas más liberales y bien intencionadas. Fue doloroso verlo. Y, como me dijeron mis amigos, es mucho más doloroso de soportar".
Berger abordó los problemas del racismo, la blancura y las relaciones raciales contemporáneas y su conexión con la cultura visual en los Estados Unidos. A mediados de la década de 1980 fue profesor asistente de arte y director de galería en Hunter College. Su proyecto interdisciplinario "Carrera y representación", organizado conjuntamente con la antropóloga Johnnetta B. Cole en el Hunter College en 1987, incluía un libro, una exposición de arte y un programa de cine. Su estudio sobre el racismo institucional, "Are Art Museums Racist?", apareció en Art in America. A principios de la década de 1990, Berger amplió su trabajo sobre cultura visual y raza para incluir el estudio sostenido del trabajo de artistas, performers, cineastas, productores y figuras culturales afroamericanos, que culminó en exposiciones individuales ("Adrian Piper: A Retrospective" y "Fred Wilson Objects and Installations"), proyectos multimedia (incluyendo videos de compilación y elaboradas estaciones de contexto para exposiciones de arte) y ensayos (sobre temas tan diversos como los artistas negros y las limitaciones de la crítica de arte convencional, las implicaciones raciales del arte histórico y los esfuerzos curatoriales para evaluar el arte "externo", el proyecto Harlem Document de la Photo League de Nueva York, y la fotografía, la escritura y las películas de Gordon Parks)".
Berger organizó una serie de exposiciones basadas en conceptos relacionados con la raza, incluyendo For All The World To See: Visual Culture and the Struggle for Civil Rights, una empresa conjunta del Museo Nacional de Historia y Cultura Afroamericana de la Institución Smithsonian y el Centro para Arte, Diseño y Cultura Visual en la Universidad de Maryland, Condado de Baltimore. Esta exposición examinó el papel desempeñado por las imágenes visuales en la formación, influencia y transformación de la lucha moderna por la igualdad racial y la justicia en los Estados Unidos. La exposición, "postula la cámara, y la proliferación de imágenes negras en la cultura pop, como un arma crucial para moldear la opinión pública y motivar el cambio en Estados Unidos antes y durante la era de los derechos civiles", escribió la revista The New Yorker. "[Su] evidencia es rica y variada, incluyendo clips de películas de Paul Robeson, Amos 'n Andy, la Marcha sobre Washington, Malcolm X y los Supremes, así como una amplia gama de material impreso, de copias de Ebony, Jet y Sepia a un póster para Shaft".

## Muerte
Berger murió el 23 de marzo de 2020 debido a complicaciones relacionadas con la enfermedad del COVID-19. Tenía 63 años.